# Cosmopolis (fontanna)
Fontanna Cosmopolis w Toruniu – fontanna multimedialna znajdująca się na skwerze im. Lucjana Broniewicza w Toruniu. Została uruchomiona 22 czerwca 2008 roku.
Koncepcję fontanny opracował Zbigniew Mikielewicz, jednak liczba zmian wprowadzonych przez wykonawców spowodowała, że odmówił sygnowania jej swoim nazwiskiem. Fontannę wybudowano z 113 dysz wodnych, rozłożonych w kole symbolizującym Układ Słoneczny. Dysze są podświetlane kolorowym światłem. Strumień wody w dyszach może maksymalnie sięgnąć 5m. W sezonie turystycznym, wieczorami emitowany jest 15-minutowy seans światła i dźwięku, z towarzyszeniem specjalnie w tym celu skomponowanego przez Krzesimira Dębskiego utworu „Cosmopolis”.